# Aborted
Az Aborted egy belga death-metal együttes. 1995-ben alakult Waregem-ben. Többnemzetiségűnek is felfogható a zenekar, hiszen a tagjai Belgiumon kívül Hollandiából, az Egyesült Államokból és Olaszországból származnak, a korábbi tagok pedig Izraelből, Belgiumból, az Egyesült Államokból, az Egyesült Királyságból és Franciaországból.

## Tagok
Jelenlegi tagok:
- Sven de Caluwe - ének (1995-)
- Ken Bedene - dobok (2010-)
- Mendel bij de Leij - gitár (2012-)
- Ian Jekelis - gitár (2015-)
- Stefano Franchescini - basszusgitár (2016-)

## Stúdióalbumok
- The Purity of Perversion (1999)
- Engineering the Dead (2001)
- Goremageddon: The Saw and the Carnage Done (2003)
- The Archaic Abattoir (2005)
- Slaughter and Apparatus: A Methodical Overture (2007)
- Strychnine 213 (2008)
- Global Flatline (2012)
- The Necrotic Manifesto (2014)
- Retrogore (2016)
- TerrorVision (2018)